# Суперкубок Туркменістану з футболу 2009
Суперкубок Туркменістану з футболу 2009  — 5-й розіграш турніру. Матч відбувся 21 листопада 2009 року між чемпіоном Туркменістану  клубом МТТУ та володарем кубка Туркменістану клубом Алтин Асир.
| Володар Суперкубка Туркменістану 2009 |
| ------------------------------------- |
|                                       |
| МТТУ Другий титул                     |

## Матч

### Деталі
| 21 листопада 2009 |

| МТТУ                                       | 3:0 | Алтин Асир |
| ------------------------------------------ | --- | ---------- |
| Алланазаров Шамурадов .' (пен.) Нурмурадов |     |            |

| Олімпійский стадіон, Ашгабат |